# Aporum thysanophorum
Aporum thysanophorum é uma espécie de orquídea epífita de hábito pendente e flores pequenas, que habita Sulawesi.